# Tierra Colorada, Santa María Chilchotla
Tierra Colorada är en ort i Mexiko.   Den ligger i kommunen Santa María Chilchotla och delstaten Oaxaca, i den sydöstra delen av landet, 280 km öster om huvudstaden Mexico City. Tierra Colorada ligger 141 meter över havet och antalet invånare är 198.
Terrängen runt Tierra Colorada är varierad. Runt Tierra Colorada är det ganska tätbefolkat, med 65 invånare per kvadratkilometer. Närmaste större samhälle är Río Lodo, 2,7 km öster om Tierra Colorada. I omgivningarna runt Tierra Colorada växer i huvudsak städsegrön lövskog.